# بي إم دبليو إكس3
بي إم دبليو إكس٣ (بالألمانية: BMW X3)، هي سيارة دفع رباعي فاخرة مدمجة من فئة "الكروس أوفر"، تنتجها شركة بي إم دبليو منذ عام 2003، وتعتمد في تصميمها على قاعدة عجلات الفئة الثالثة من بي إم دبليو. وتسوّق الشركة السيارة تحت تصنيفها الخاص باسم "مركبة النشاط الرياضي"، وهو مصطلح حصري تستخدمه لوصف سيارات سلسلة إكس الفاخرة.
تم تطوير الجيل الأول من إكس٣ بالتعاون بين بي إم دبليو وشركة ماغنا شتاير في مدينة غراتس في النمسا، والتي تولت أيضًا تصنيع جميع مركبات هذا الجيل بموجب عقد مع بي إم دبليو. أما الجيل الثاني، فقد بدأت بي إم دبليو تصنيعه في مصنعها بمدينة سبارتانبورغ بولاية ساوث كارولاينا، الولايات المتحدة الأمريكية.
ومع بداية الجيل الثالث، بدأت بي إم دبليو جنوب أفريقيا إنتاج السيارة في مصنعها بمدينة روسلين، إلى جانب مصنع سبارتانبورغ، وذلك بعد أن خضع المصنع لتحديث شامل استعدادًا لإنتاج إكس٣، حيث توقفت في المقابل خطوط إنتاج الفئة الثالثة في هذا المصنع. ومن المتوقع أن يتم تصنيع حوالي 76,000 وحدة سنويًا هناك.
تُعد سيارة إكس٣ أول سيارة دفع رباعي فاخرة متوسطة الحجم تُطرح في الأسواق. وفي عام 2008، بدأت بي إم دبليو التنافس مع سيارة مرسيدس-بنز فئة GLK (التي تغير اسمها لاحقًا إلى فئة GLC منذ عام 2016)، بالإضافة إلى العديد من سيارات الدفع الرباعي الأخرى في هذه الفئة. وتأتي إكس٣ في الحجم أصغر من إكس5 وإكس6، وأكبر من إكس1 وإكس2.
أما الطراز الكهربائي بالكامل، فيُباع تحت اسم بي إم دبليو iX3.

## بي إم دبليو إكس 3
بي إم دبليو إكس3 هي سيارة فاخرة مدمجة من فئة الكروس أوفر الرياضية متعددة الاستخدامات، تنتجها شركة بي إم دبليو الألمانية منذ عام 2003. وتعتمد في تصميمها على منصة الفئة الثالثة من بي إم دبليو أو على منصة CLAR الحديثة. ومع دخولها الجيل الثالث، تسوّق بي إم دبليو هذه السيارة ضمن فئة "مركبة النشاط الرياضي"، وهو تصنيف خاص بالشركة لسلسلة سياراتها من الفئة إكس.
تم تطوير الجيل الأول من إكس3 بالتعاون مع شركة ماجنا شتاير في مدينة غراتس بالنمسا، التي تولت أيضًا تصنيع جميع طرازات هذا الجيل بموجب عقد مع بي إم دبليو. أما الجيل الثاني، فبدأت الشركة إنتاجه في مصنع سبارتانبورغ بولاية كارولاينا الجنوبية في الولايات المتحدة. وفي الجيل الثالث، أضيف مصنع روسلين التابع لبي إم دبليو في جنوب إفريقيا إلى خطوط الإنتاج، بعد أن خضع لتحديث شامل لتجهيزه لتصنيع إكس3، حيث يُنتج نحو 76,000 وحدة سنويًا.
صُممت بي إم دبليو إكس3 لتكون أول سيارة كروس أوفر فاخرة متوسطة الحجم تُطرح في الأسواق. ورغم أن المنافسة المباشرة لم تبدأ فعليًا حتى عام 2008، فقد أصبحت إكس3 تنافس طراز مرسيدس-بنز GLK (الذي أعيدت تسميته لاحقًا إلى GLC منذ عام 2016) إلى جانب العديد من سيارات الدفع الرباعي الأخرى في نفس الفئة.
وفي الوقت الراهن، تأتي إكس3 في الترتيب بين طراز إكس5 الأكبر حجمًا وإكس6 ذي التصميم الكوبيه، وبين الطرازين الأصغر حجمًا إكس1 وإكس2.

## الروابط الخارجية
- الموقع الرسمي